# Sandra Rodríguez Duque
Sandra Rodríguez Duque (Palafrugell, 11 de gener de 1978) és una expatinadora sobre rodes, especialitzada en patinatge artístic. Dotze vegades campiona d'Europa entre els anys 1990 i 1999, i medalla de plata i dos de bronze als Mundials de l'any 1995 i 1996. Es va iniciar al Club Hoquei Palafrugell a l'any 1980 i des de llavors i fins al final de la seva carrera no el deixa. Es va retirar a l'any 1999 degut a una lesió, i sempre la va acompanyar i entrenar Anna Camarero Pons. L'any 1990, va ser Peix Fregit de Palafrugell, compartit amb Natàlia Ridao Sais. L'any 1994 va ser escollida la Millor Esportista de Palafrugell.

## Resultats
Campionat Europeu
- 1990- Juvenil. 1a (OR) Modalitat	lliure[4]
- 1991- Juvenil. 1a (OR) Modalitat	combinada[5]
- 1992 - Juvenil 1a (OR) Modalitat	combinada[6]
- 1992 - Juvenil 1a (OR) Modalitat	lliure
- 1993- Juvenil. 1a (OR) Modalitat	combinada[7]
- 1993- Juvenil. 1a (OR) Modalitat	lliure[8]
- 1994- Juvenil. 1a (OR) Modalitat	lliure[9]
- 1995- Júnior. 1a (OR) Modalitat	lliure[10]
- 1995- Júnior. 1a (OR) Modalitat	combinada[11]
- 1996- Júnior. 1a (OR) Modalitat	combinada[12]
- 1998- Sènior. 1a (OR) Modalitat	lliure[13]
- 1999- Sènior. 1a (OR) Modalitat	lliure[14]

Campionat Mundial
- 1995- Júnior. 3a (BRONZE)	Modalitat lliure[15]
- 1995- Júnior. 3a (BRONZE)	Modalitat combinada[16]
- 1996- Júnior. 2a (PLATA)	Modalitat lliure[17]